# Via del Conservatorio
Via del Conservatorio är en gata i Rione Regola i Rom. Den är uppkallad efter Conservatorio delle Zoccolette. Gatan löper från Lungotevere dei Vallati till Piazza di San Paolo alla Regola.

## Kyrkobyggnader
- San Paolo alla Regola
- San Salvatore in Campo
- Santissima Trinità dei Pellegrini
- Santa Maria in Monticelli

## Palats
- Palazzo Piacentini

## Bilder
| - San Salvatore in Campo. - Palazzo Piacentini. |